# 威斯巴登火车总站
威斯巴登火车总站（德語：Wiesbaden Hauptbahnhof）是德国黑森州州府威斯巴登的交通总枢纽。它是位于内城南部的一座尽头站，每天有逾40000名旅客光顾，使其成为仅次于达姆施塔特火车总站（以面积计）或位居法兰克福火车总站（以旅客人数计）之后的黑森州第二大铁路车站。这里日均图定开行有约256个班次，其中包括13班长途列车（均为ICE）、115班区域列车和128班快铁列车。只有两对ICE列车以及RB 10号线的列车是经停威斯巴登火车总站，而其余所有列车都是以此作为始发和终到站。

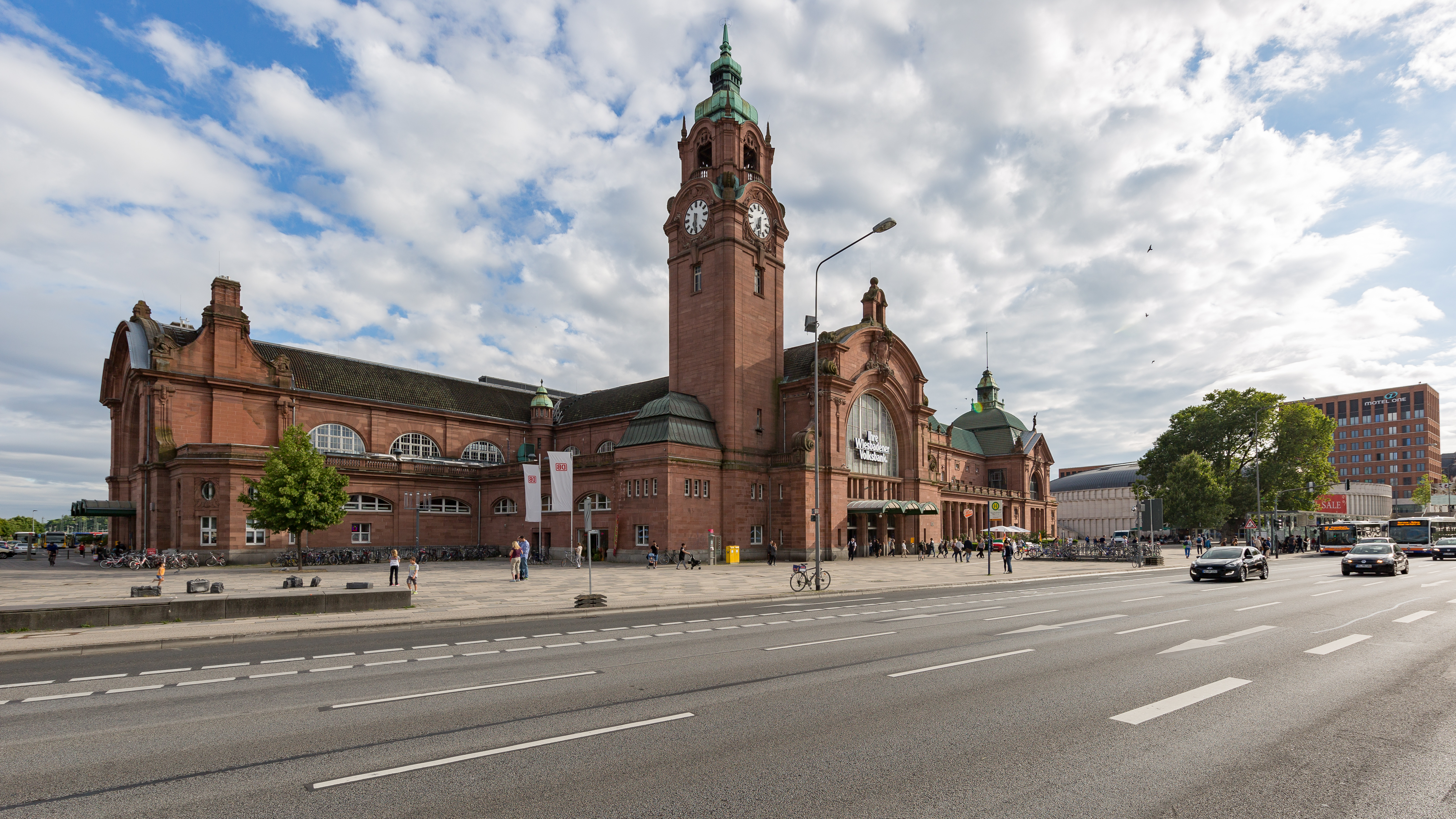
火车总站及其前方的

## 地理方位
威斯巴登火车总站位于位于威斯巴登内城的边缘。在1906年落成时，这里仍属市郊，地处当时修建的、从五边形的四分之一圆拱中向西延伸的环形路（腓特烈大帝环路和俾斯麦环路）的东南端。城市规划正是基于这样的事实，继续朝车站方向开发。然而，这仅在有限的范围内实现。第一次世界大战使得这座城市的进一步发展戛然而止。旧车站的原铁路设施周边仍然保持未开发状态。未开发的区域为威斯巴登提供了一个保存完好的绿化带，当中甚至建造了赖辛格喷泉（Reisinger Brunnen）等设施。
接待大楼的旁边是2007年3月开业的百合广场，它建于前邮政总局的原址上。

## 历史

### 既往车站
如今的火车总站位于威斯巴登东南区，并取代了内城区的三座并排矗立于如今展览场地（莱茵-美因展览馆）和州立博物馆之间的铁路车站。它们分别是：
- 服务于陶努斯铁路（威斯巴登－卡斯特尔－法兰克福-赫希斯特－法兰克福 (陶努斯车站)）的“陶努斯车站”；
- 服务于莱茵河右岸铁路（威斯巴登－比布里希－吕德斯海姆－下兰施泰因）的“莱茵车站”；
- 服务于兰德兴铁路（威斯巴登－尼登豪森）的“路德维希车站”。

1889年，又增加了第四条线路，这是从威斯巴登通往巴特施瓦尔巴赫、并在随后延伸至迪茨的朗根施瓦尔巴赫铁路（今阿尔河谷铁路）。
为了应对当时兴起的温泉镇不断增长的乘客数量，有必要新建一座车站。

### 1904至1906年的车站建设

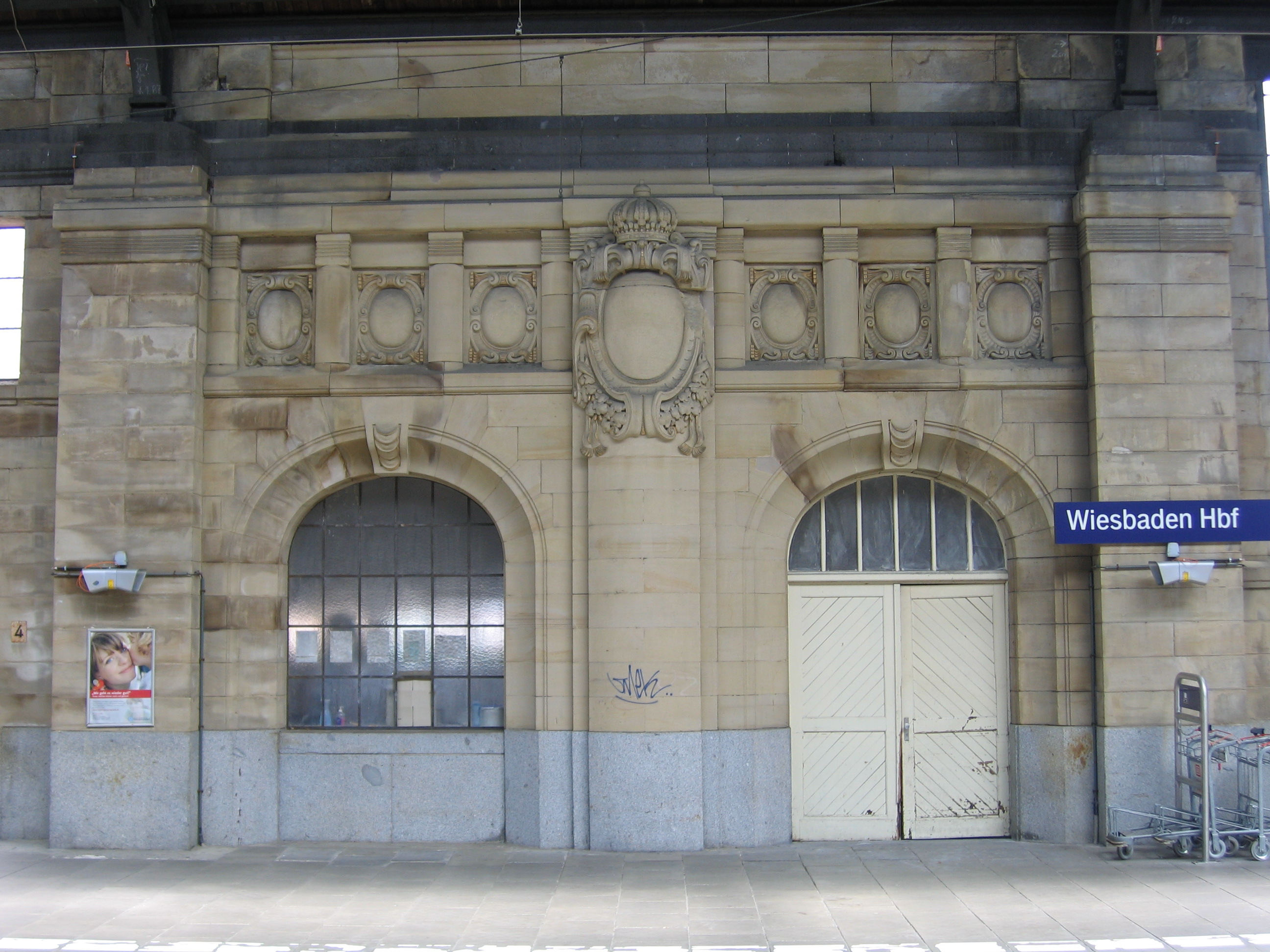
往皇帝候车亭（现已毁）的入口

将尽头站搬迁并转变为通过站的前期规划，由于会使到市中心的距离增加近3公里而遭到否决。
威斯巴登火车总站是根据建筑师弗里茨·克林霍尔茨的设计，以昂贵的新巴洛克风格于1904至1906年间建造。因此，它能够满足代表当时世界温泉之都的排场需求，并向每年5月到访的德皇威廉二世皇帝提供隆重的接待，同时取代已关闭的三座既有车站。1906年11月15日，车站以“威斯巴登”的名义开放，当时尚未附加“火车总站”的称谓。首班图定列车于凌晨2:23驶入新车站。德皇为一系列参与者颁发了奖章和名誉头衔。然而，威斯巴登居民最初对新车站并不十分感冒，因为当时该站离市区较远。但是，城市如今仍然可以从搬迁中受益，因为通过弃用旧车站得以创造了一片绿化带（在火车总站和莱茵-美因展览馆之间），该区域至今仍然存在。
机务段也于1906年投入运营，并在随后的几年中进行了多次扩建。
与此同时，威斯巴登还获得了一座新的货运车站，它是在威斯巴登-多茨海姆建立的，名为威斯巴登西站，并与从瓦尔德街街分支点引出的专用线一同，于1904年11月28日投入运营。原本位于旧车站南侧乃至新火车总站南侧的货运车站则获得了“威斯巴登南站”（Wiesbaden Süd）的称谓，但在威斯巴登西站启用后，它仅办理件货运输的到发。

### 运营历史
早在1907年春季，铁路管理局便发现蒸汽机车会对新的列车大堂造成严重污染。
在协约国占领莱茵兰期间，德国铁路人员及第三方曾多次破坏法国占领军在其所在地区运营的管理铁路。1923年6月26日，一枚炸弹投入售票大厅，造成两名旅客受伤，其中一人伤势严重。随着德意志国与占领国之间的局势于1924年有所缓和，威斯巴登火车总站便成为被占领区为数不多的几座车站之一，允许德意志国铁路在开设售票柜台，并在那里向旅客发售前往非占领区的联运车票。
1928年10月7日，原本仅被称为“威斯巴登”的车站正式更名为“威斯巴登火车总站”。
机务段于1981年关闭，但车辆段则一直存在至1995年5月28日。1983年9月25日，火车总站受到线路关闭的影响：往巴特施瓦尔巴赫的客运停办，阿尔河谷铁路的北段也随即于三年后关闭。由此造成的迟发后果是11道的停用和拆除，因此车站如今仅有10条轨道。
在1990年代左右，开办有“威斯巴登城市列车”往返接驳于相邻城市美因茨和法兰克福的火车总站。

### 接入高速铁路
威斯巴登火车总站通过一条13公里长的布雷肯海姆－威斯巴登铁路而与科隆－莱茵/美茵高速铁路实现连接，后者于2002年建成通车。
作为科隆－莱茵/美茵新建铁路的组成部分，人们曾于1987年考虑在既有车站的下方建造一座地下车站，它将通过一条20公里长的陶努斯和城市下穿交叉道与高速铁路相连。这条线路应每小时有两班长途列车通行，造价为7亿德国马克。
这种联系方式在1990年左右成为了广泛研究和讨论的主题。研究还得出了三种不同的方案：
- 一是经行威斯巴登火车总站的线路走向。该方案原本是基于莱茵河右岸铁路的走向为前提，但经过深入调查后被否决。审查通过的是与火车总站的连接
  - 在保留的尽头站下方
  - 在既有轨道设施（南北向）的建造地下车站，以及
  - 地下车站为东西向
- 二是威斯巴登东郊的线路走向，无论是否新建铁路车站，都包含一些子方案。审查通过了海纳贝格居民区、威斯巴登东站以及地分区比尔施塔特的东部都可作为潜在的车站选址。但只有威斯巴登东站的方案才可与铁路短途运输（城市快铁）相连，而全部三种子方案都必须建立与公共短途客运（特别是巴士）的连接。
- 三是在威斯巴登东部与德国3号高速公路平行的走向。

在威斯巴登城区下方、配备南北向车站的线路走向尤其具有争议。总体而言，这一方案需要挖掘10.2公里长的隧道。东西向方案隧道也位于地下水表面以下30至100米，同样遭到否决。威斯巴登市的水文状况是具有许多相互联系的地下水层和高压而不宜下沉，因此实施被认为是极其困难的。经过试钻探后，设想中内城隧道的地下土壤被证明是带有碎石的异质。据评估者称，具有相应条件的类似项目此前（1991年）尚未实现过；其工期可能会比线路的其它路段更长。
1991年8月，黑森州、威斯巴登市和当时的德国联邦铁路一致同意，将在与火车总站的地面连接上，通过一条联络线接入进一步向东延伸的新建铁路。最终实现的“威斯巴登交叉路”（Wiesbadener Kreuz）方案被认为具有最佳的成本效益比。此处的一个重要论据是在预期报告中，这是旅客所能接受的迄今最便宜的与既有车站的连接方式；原则上，只有在威斯巴登火车总站才能与其它公共短途客运方式建立广泛的来往。此外，该方案也与环境及自然保护协会所青睐的线路方案在很大程度上吻合。
至于从既有联络线中岔出、并沿着德国66号高速公路法兰克福方向朝南并入新建铁路，以及仅服务于区域运输的一条发夹线，则并未实现。
在与新建铁路连接的过程中，威斯巴登火车总站的一个月台进行了扩建，以满足两列ICE列车重联停靠的长度要求。联邦政府为此支付了约合170万欧元的费用。

### 现代化
威斯巴登火车总站于2003年和2004年进行了大规模的翻新和现代化改造，共斥资2500万欧元。在2006年中至2007年3月期间，站前广场也完成了重新设计，金额为150万欧元。现代化原本应是随着接入通往科隆的高速铁路而完成的，但由于缺乏资金而被多次推迟。
作为经济提振计划的一部分，大堂屋顶自2010年底以来也进行了翻新，共耗费3500万欧元。该工程已于2013年秋季完成。同年5月，车站还增设了一座单车存放站。

## 建筑

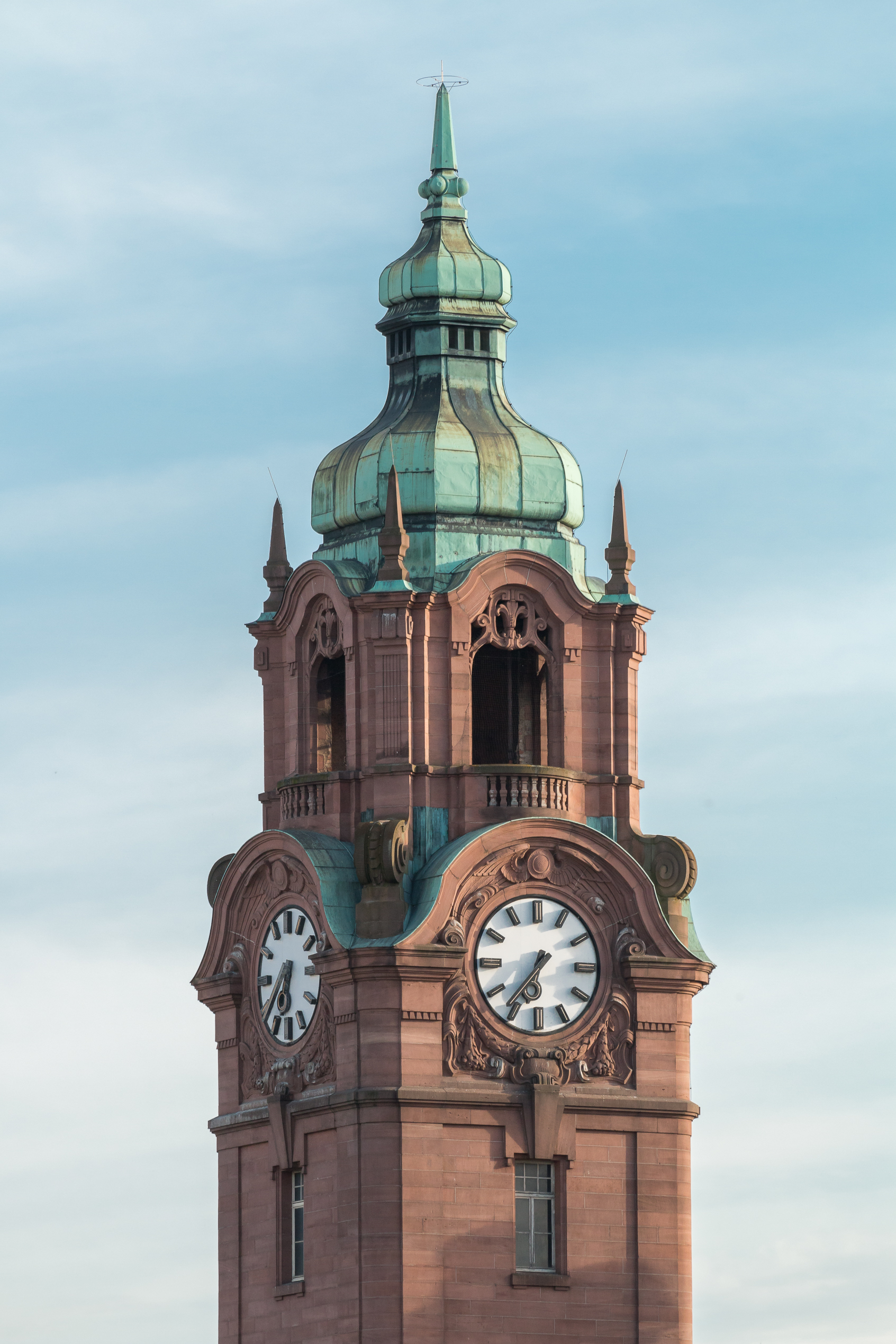
车站钟楼

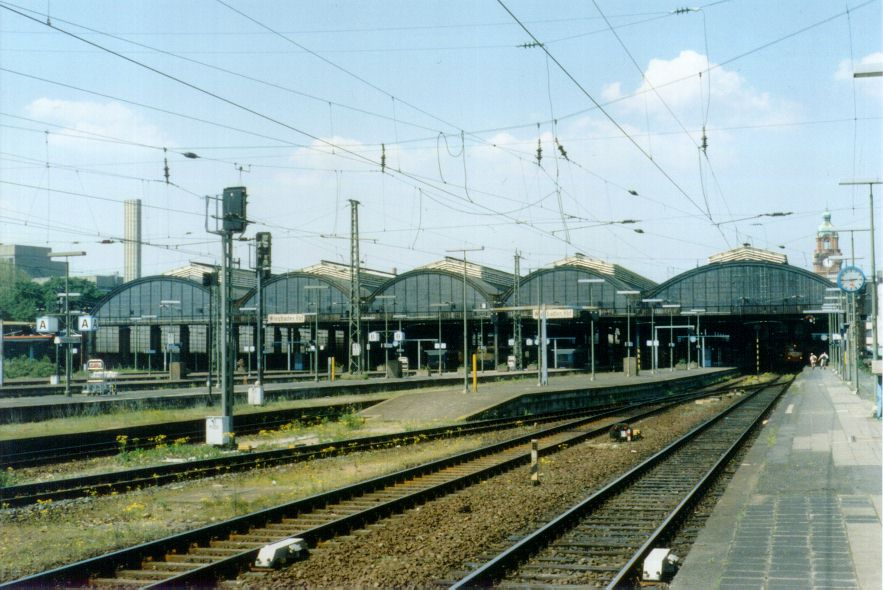
列车大堂

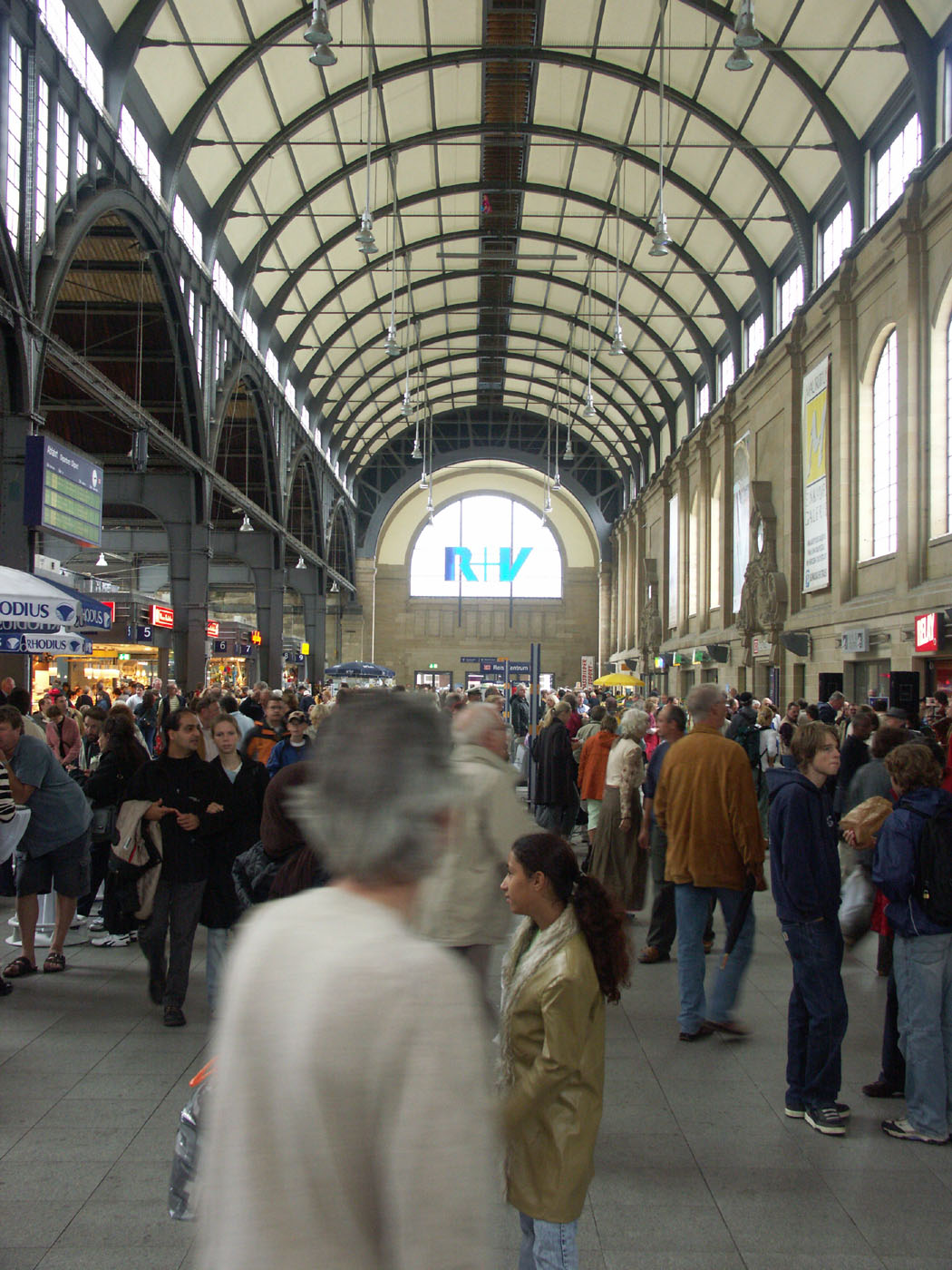
月台横道

车站大楼由五个相互连接的列车大堂组成，它们原本设有11条到发线（如今仅余10条在运营）；其前方宽阔的拱顶月台横道向东一直延伸至月台大堂外侧——即大约是1道所在的位置，并与同为拱顶的接待大堂呈直角布置。
建筑外部由红色砂岩砌成，并具有丰富的新巴洛克式造型。其最高点是设于接待大堂东侧的一座40米高的钟楼，并带有一个弧形的罩顶。西侧（以前的）入口则有一个突出的铜制圆顶。屋顶再辅以绿瓦作为装饰。
不同于外部，建筑的内部由黄色砂岩砌成。列车大堂则实际上是由钢和玻璃结构组成。
在2004年的翻新之后，车站基本上恢复了其原始外观。

## 威斯巴登机务段
当车站于1906年落成，一个机务段也随之投入运营，它有部分位于比布里希境内，这可以通过临近的界碑辨认。机务段设有一座原本带13个机位的扇形车库，其后又增加至14个机位。1908年则建造了第二座扇形库和一座55米高的水塔，后于1977年拆除。机务段于1981年关闭，而车辆段最初则作为美因茨-比绍夫斯海姆机务段的一部分得到保留。第二扇形库于1983年拆除，第一座扇形库也于1992年拆除。车辆段最终于1995年5月28日关闭。其中一个转车盘配备有接触网，并持续运行了很长一段时间，它可用作执行复古特别班次的蒸汽机车的转向。

## 运营

### 长途运输

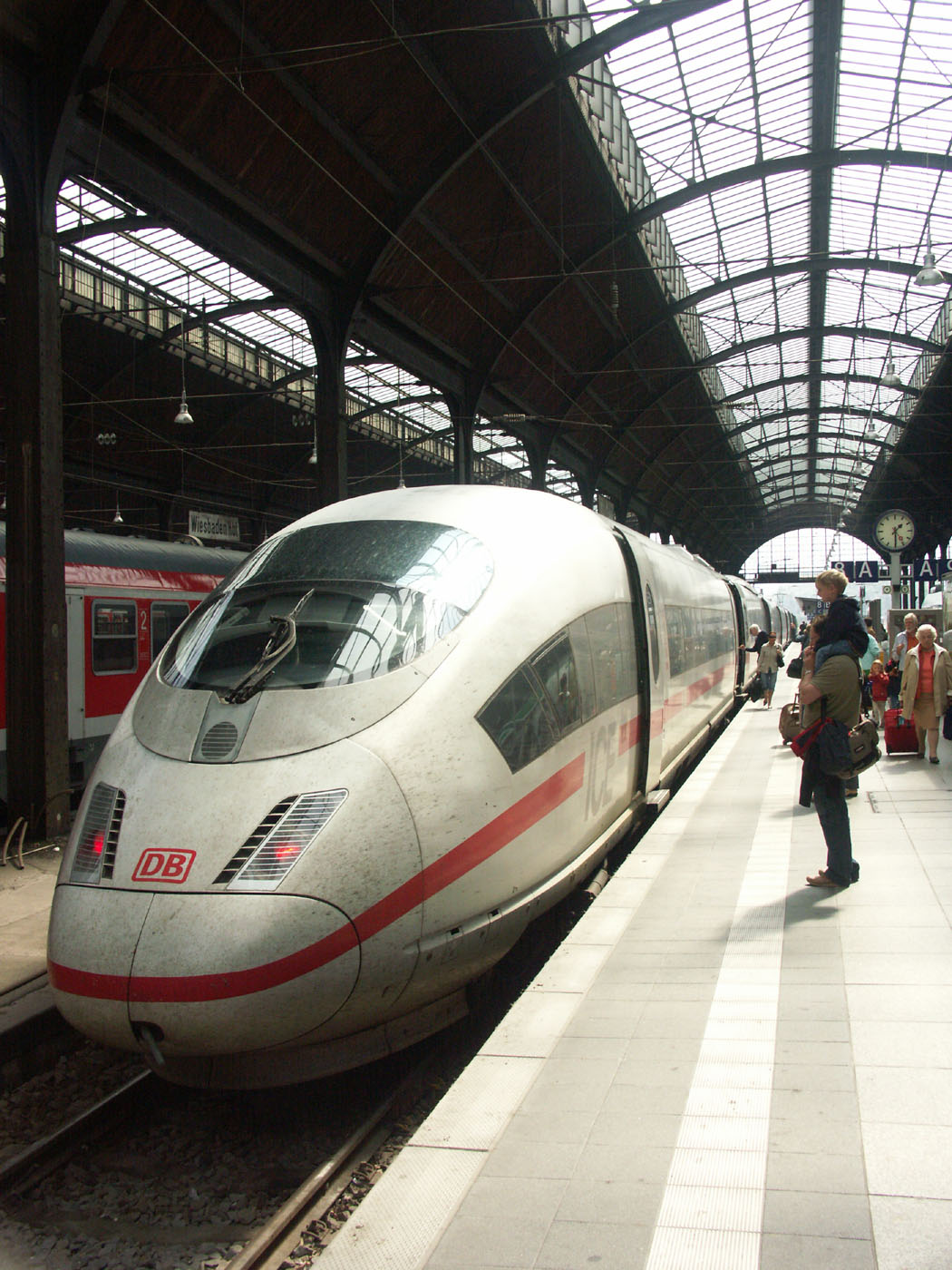
停靠于8道的一列ICE-3

自2001年12月起，威斯巴登火车总站通过以下路线重新接入德国铁路的长途运输网络：
| 路线   | 经由 | 经由 | 频率                       |
| ------ | --- | --- | -------------------------- |
| ICE 11 | 威斯巴登 － 美因茨 － 沃尔姆斯 － 曼海姆 － 斯图加特 － 乌尔姆 － 奥格斯堡 － 慕尼黑 | 威斯巴登 － 美因茨 － 沃尔姆斯 － 曼海姆 － 斯图加特 － 乌尔姆 － 奥格斯堡 － 慕尼黑 | 每日1班                    |
| ICE 20 | 威斯巴登 － 美因茨 － 法兰克福机场 － 法兰克福 － 哈瑙 － 富尔达 － 卡塞尔-威廉丘 － 哥廷根 － 汉诺威 － 汉堡 － 汉堡达姆门 － 汉堡-阿尔托纳 | 威斯巴登 － 美因茨 － 法兰克福机场 － 法兰克福 － 哈瑙 － 富尔达 － 卡塞尔-威廉丘 － 哥廷根 － 汉诺威 － 汉堡 － 汉堡达姆门 － 汉堡-阿尔托纳 | 每日1班                    |
| ICE 25 | 汉堡-阿尔托纳 － 汉堡达姆门 － 汉堡 － 吕讷堡 － 于尔岑 － 汉诺威 － 哥廷根 － 卡塞尔-威廉丘 － 富尔达 － 法兰克福 － 法兰克福机场 － 美因茨 － 威斯巴登 | 汉堡-阿尔托纳 － 汉堡达姆门 － 汉堡 － 吕讷堡 － 于尔岑 － 汉诺威 － 哥廷根 － 卡塞尔-威廉丘 － 富尔达 － 法兰克福 － 法兰克福机场 － 美因茨 － 威斯巴登 | 每日1班                    |
| ICE 41 | 慕尼黑 － 纽伦堡 － 维尔茨堡 － 富尔达 － 卡塞尔-威廉丘 － 瓦尔堡 － 阿尔滕贝肯 － 帕德博恩 － 利普施塔特 － 索斯特 － 哈姆 － 多特蒙德 － 波鸿 － 埃森 － 杜伊斯堡 － 杜塞尔多夫 － 科隆展会/道依茨 － 锡格堡/波恩 － 蒙塔鲍尔 － 林堡南 － 威斯巴登 － 美因茨 － 法兰克福机场 － 法兰克福 | 慕尼黑 － 纽伦堡 － 维尔茨堡 － 富尔达 － 卡塞尔-威廉丘 － 瓦尔堡 － 阿尔滕贝肯 － 帕德博恩 － 利普施塔特 － 索斯特 － 哈姆 － 多特蒙德 － 波鸿 － 埃森 － 杜伊斯堡 － 杜塞尔多夫 － 科隆展会/道依茨 － 锡格堡/波恩 － 蒙塔鲍尔 － 林堡南 － 威斯巴登 － 美因茨 － 法兰克福机场 － 法兰克福 | 每日1班 （周一至五）       |
| ICE 42 | 慕尼黑 － 慕尼黑-帕兴 － 奥格斯堡 － 乌尔姆 － 斯图加特 － 曼海姆 － 法兰克福机场 － 美因茨 － 威斯巴登 | 慕尼黑 － 慕尼黑-帕兴 － 奥格斯堡 － 乌尔姆 － 斯图加特 － 曼海姆 － 法兰克福机场 － 美因茨 － 威斯巴登 | 每日1班 （周一至五、周日） |
| ICE 45 | 科隆 － 科隆/波恩机场 － 锡格堡/波恩 － 蒙塔鲍尔 － 林堡南 － 威斯巴登 － 美因茨 － 曼海姆 － 海德堡 － 法伊欣根 － 斯图加特 | 科隆 － 科隆/波恩机场 － 锡格堡/波恩 － 蒙塔鲍尔 － 林堡南 － 威斯巴登 － 美因茨 － 曼海姆 － 海德堡 － 法伊欣根 － 斯图加特 | 一对班次                   |
| ICE 45 | 美因茨 － 威斯巴登 － 林堡南 － 蒙塔鲍尔 － 科隆 | 美因茨 － 威斯巴登 － 林堡南 － 蒙塔鲍尔 － 科隆 | 每日1班 （周一至五）       |
| ICE 50 | 德累斯顿 － 德累斯顿-新城 － 里萨 － 莱比锡 － 埃尔福特 － 哥达 － 艾森纳赫 － 富尔达 － 法兰克福 － 法兰克福机场 － 美因茨 － 威斯巴登 | 德累斯顿 － 德累斯顿-新城 － 里萨 － 莱比锡 － 埃尔福特 － 哥达 － 艾森纳赫 － 富尔达 － 法兰克福 － 法兰克福机场 － 美因茨 － 威斯巴登 | 两小时1班                  |

### 区域运输

#### 快铁

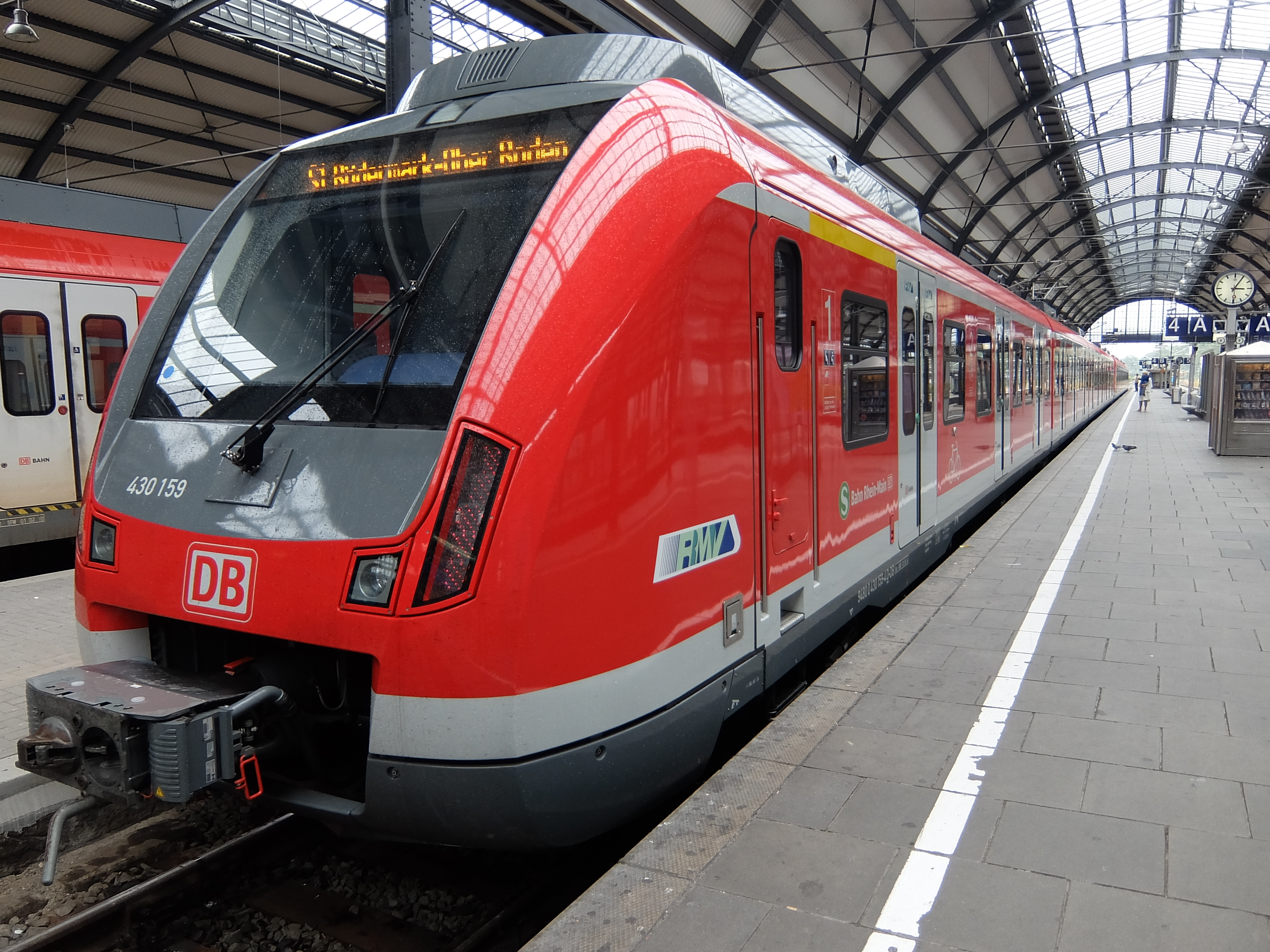
快铁S1线于威斯巴登总站

威斯巴登火车总站是萊茵-美因城市快鐵三条路线的终点站，它们以半小时1班的频率开行。
| 路线 | 经由 | 频率      |
| ---- | --- | --------- |
| S1   | 威斯巴登总站 － 威斯巴登东 － 美因茨-卡斯特尔 － 霍赫海姆 － 弗勒斯海姆 － 埃德斯海姆 － 哈特斯海姆 － 法兰克福-辛德林根 － 法兰克福-赫希斯特印染厂 － 法兰克福-赫希斯特 － 法兰克福-尼德 － 法兰克福-格里斯海姆 － 法兰克福总站地下 － 法兰克福陶努斯公园 － 法兰克福卫营 － 法兰克福炮营 － 法兰克福奥斯滕德街 － 法兰克福米尔山 － 奥芬巴赫-凯泽莱 － 奥芬巴赫皮革博物馆 － 奥芬巴赫集市广场 － 奥芬巴赫东 － 奥芬巴赫-比贝尔 － 奥芬巴赫-瓦德霍夫 － 奥伯茨豪森 － 罗德高-魏斯基兴 － 罗德高-海因豪森 － 罗德高-于格斯海姆 － 罗德高-杜登霍芬 － 罗德高-下罗登 － 罗德高-罗尔森林 － 勒德马克-上罗登 | 半小时1班 |
| S8   | 威斯巴登总站 － 威斯巴登东 － 美因茨北 － 美因茨总站 － 美因茨罗马剧院 － 美因茨-古斯塔夫堡 － 美因茨-比肖夫斯海姆 － 吕瑟尔斯海姆欧宝工厂 － 吕瑟尔斯海姆 － 劳恩海姆 － 凯尔斯特巴赫 － 法兰克福机场 － 法兰克福门户花园 － 法兰克福体育场 － 法兰克福-下拉德 － 法兰克福总站地下 － 法兰克福陶努斯公园 － 法兰克福卫营 － 法兰克福炮营 － 法兰克福奥斯滕德街 － 法兰克福米尔山 － 奥芬巴赫-凯泽莱 － 奥芬巴赫皮革博物馆 － 奥芬巴赫集市广场 － 奥芬巴赫东 （－ 米尔海姆 － 米尔海姆迪特斯海姆 － 施泰因海姆 － 哈瑙总站）                                                                             | 半小时1班 |
| S9   | 威斯巴登总站 － 威斯巴登东 － 美因茨-卡斯特尔 － 美因茨-比肖夫斯海姆 － 吕瑟尔斯海姆欧宝工厂 － 吕瑟尔斯海姆 － 劳恩海姆 － 凯尔斯特巴赫 － 法兰克福机场 － 法兰克福门户花园 － 法兰克福体育场 － 法兰克福-下拉德 － 法兰克福总站地下 － 法兰克福陶努斯公园 － 法兰克福卫营 － 法兰克福炮营 － 法兰克福奥斯滕德街 － 法兰克福米尔山 － 奥芬巴赫-凯泽莱 － 奥芬巴赫皮革博物馆 － 奥芬巴赫集市广场 － 奥芬巴赫东 － 米尔海姆 － 米尔海姆迪特斯海姆 － 施泰因海姆 － 哈瑙总站 | 半小时1班 |

#### 区域列车
| 路线  | 经由                                                                                             | 频率      | 运营商       |
| ----- | ------------------------------------------------------------------------------------------------ | --------- | ------------ |
| RB 10 | 法兰克福 － 法兰克福-赫希斯特 － 美因茨-卡斯特尔 － 威斯巴登 － 吕德斯海姆 － 科布伦茨 － 新维德 | 每小时1班 | 菲亚斯       |
| RB 21 | 威斯巴登 － 威斯巴登-伊格施塔特 － 尼登豪森 （－ 林堡）                                          | 半小时1班 | 黑森州立铁路 |
| RB 33 | 威斯巴登 － （美因茨 －） 英格尔海姆 － 巴特克罗伊茨纳赫 （－ 伊达尔-奥伯施泰因）                | 个别班次  | 黑森州立铁路 |
| RB 75 | 威斯巴登 － 美因茨 － 大盖劳 － 达姆施塔特 － 迪堡 － 巴本豪森 － 阿沙芬堡                       | 半小时1班 | 黑森州立铁路 |